# 模进
模进（lat. sequentia, 跟随）在 音乐中的定义如下:
1. 至少有2次相同重复的乐想，在两个不同的位置出现：
  - 调性模进是指同一调性内部的模进，这样音程可能是在（大小二度，大小三度之间）变换；
  - 纯粹模进（或说绝对模进，完全模进）指动机中所有音程关系保持不变的移位，这样调性有可能是改变的。
2. 和聲進行，其數字低音變化具有相同音程，例如四度和五度模進。

## 示例

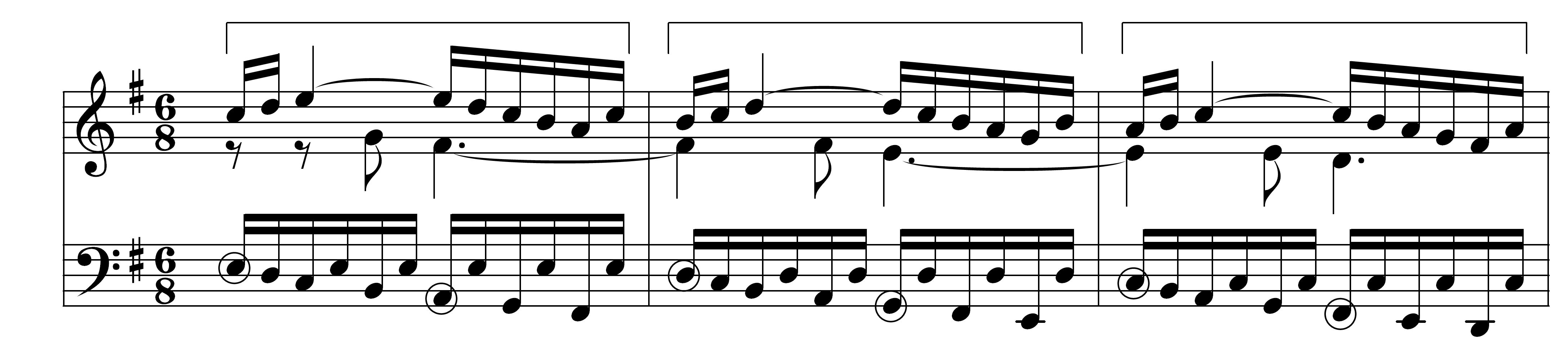
巴赫，赋格曲G大调BWV860，17-19小节。本越樂段同時作一橋樑 (音乐)。

这个例子显示了一个赋格曲间插段的模进。动机型在整个三个声部先后构成一个下行二度的调性和声模进（其中又包括高声部的调性动机模进）。每一个小节成为模进的分节点。与此相对的是低音声部出现的五度和声模进，其以半小节为单位。

## 最初的音型
作為系統性的移位的音型(patern)，被選定在模進裡，它擁有各種變化的樣式。它的長度也許很短，可能只包含在單獨的弦上所構成的簡短動機，也可能很長，甚至是整個樂句都有可能。雖然它也許只用單一和弦作為背景，而構成一個音樂意義甚長的音型，不過所形成的音型相對的也缺乏和聲的趣味。至於它的模進的效果，主要則是取決於對位的安排。

## 模進的長度
一般認為一個音型只移位一次，不構成模進。因為最初的音型第三次出現以後，才可以建立系統性的移位。作曲家們一般在音型出現三次以後，就不會再讓它出現，或是用變化來中斷它。這主要是為了避免因多次聽到同樣的動機或旋律時讓人生厭。
當然除了這個規律以外，也有例外，例如:在炫耀技巧的華彩樂段裡，以及表現技術或是專為訓練而寫的作品內，模型的音型，有時候會作多次反覆而延伸下去，例如在《霍尔堡组曲》。

## 模進的類型
轉調模進：轉調的模進是為調的中心音會隨著每次的移位而變化。一般上，最基本的轉調模進包含了三個調。轉調通常是將音型裡最後的一個和弦作為它的關鍵和弦，這種轉調一般稱為“經過轉調”，主要是因為新調並不是持久性的。最基本的轉調模進裡，都會含有一個經過轉調。
不轉調模進：不轉調模進也被稱為原調的模進，主要是因為它自始至終只有一個中心音。在不轉調模進裡，移位的時候必須移至原調音階中的各音上。由於音階裡各音間的音程部都是相等，因此移位的時候會使模進的音型產生一些變化。